# Kanton Montivilliers
Kanton Montivilliers is een voormalig kanton van het Franse departement Seine-Maritime. Het kanton maakte deel uit van het arrondissement Le Havre. Het werd opgeheven bij decreet van 27 februari 2014 met uitwerking in maart 2015.

## Gemeenten
Het kanton Montivilliers omvatte de volgende gemeenten:
- Cauville-sur-Mer
- Épouville
- Fontaine-la-Mallet
- Fontenay
- Manéglise
- Mannevillette
- Montivilliers (hoofdplaats)
- Notre-Dame-du-Bec
- Octeville-sur-Mer
- Rolleville
- Saint-Martin-du-Manoir